# Filippo Conca
Filippo Conca (Lecce, 22 september 1998) is een Italiaans wielrenner die anno 2025 uitkomt voor Team Jayco AlUla.

## Carrière
Conca reed van 2019 tot 2020 voor de Italiaanse ploeg Biesse Arvedi. In 2021 kreeg hij een contract bij de Belgische ploeg Lotto Soudal. Hij won in 2021 het bergklassement in de Ronde van de Provence. In 2022 startte Conca in de Ronde van Spanje. Conca werd vijfde in de negende etappe, maar zou de wedstrijd door een besmetting met COVID-19 niet uitrijden.

## Overwinningen
2021
Bergklassement Ronde van de Provence
2025
 Italiaans kampioen op de weg, elite

## Resultaten in voornaamste wedstrijden
| Jaar | Ronde van Italië | Ronde van Frankrijk | Ronde van Spanje |
| ---- | ---------------- | ------------------- | ---------------- |
| 2021 |                  |                     |                  |
| 2022 |                  |                     | opgave           |
| 2023 |                  |                     |                  |

| Jaar | Milaan-San Remo | Ronde van Lombardije | Strade Bianche |
| ---- | --------------- | -------------------- | -------------- |
| 2021 |                 |                      | 81e            |
| 2022 | 145e            | opgave               |                |
| 2023 |                 |                      | 59e            |

## Ploegen
- 2019 −  Biesse Carrera
- 2020 −  Biesse Arvedi
- 2021 −  Lotto Soudal
- 2022 −  Lotto Soudal
- 2023 –  Q36.5 Pro Cycling Team
- 2024 –  Q36.5 Pro Cycling Team
- 2025 –  Swatt Club tot 12 augustus[1]
- 2025 –  Team Jayco AlUla vanaf 13 augustus

Conca · Cras · De Buyst · De Gendt · Degenkolb · Ewan · Frison · Gilbert · Goossens · Grignard · Holmes · Kluge · Kron · Małecki · Marczyński · Moniquet · Oldani · Sweeny · Thijssen · Van der Sande · Van Gils · Van Moer · Vanhoucke · Vermeersch · Verschaeve · Vervloesem · Wellens
Barbero (vanaf 1/5) · Beullens · Campenaerts · Conca · Cras · De Buyst · De Gendt · De Lie · Drizners · Ewan · Frison · Gilbert · Grignard · Holmes · Janse van Rensburg (vanaf 1/5) · Kluge · Kron · Małecki · Moniquet · Schwarzmann · Selig · Sweeny · Van Gils · Van Moer · Vanhoucke · Vermeersch · Verschaeve · Vervloesem · Wellens
Abreha · Badilatti · Bauer · Brambilla · Calzoni · Camprubi · Christen · Colombo · Conca · Davis · Devriendt · Donovan · Fedeli · Hagen · Howson · Ludvigsson · Małecki · Monk · Moschetti · Parisini · Puppio · Rosskopf · Sajnok · Zukowsky · Novák (stagiair)
Abreha · Azparren · Badilatti · Brambilla · Calzoni · Camprubi · Christen · Colombo (vanaf 1/8) · Conca · de la Cruz · Devriendt · Donovan · Fancellu · Frison · Hagen · Howson · Ludvigsson · Małecki · Monk · Moschetti · Nizzolo · Parisini · Rosskopf · Sajnok · Steimle · Townsend · Whelan · Zukowsky · Krijnsen (stagiair) · Sommer (stagiair)